# Río Cofio
Río Cofio är ett vattendrag i Spanien. Det ligger i den centrala delen av landet, 50 km väster om huvudstaden Madrid. Río Cofio ligger vid sjöarna  Pantano de San Juan och Pantano de San Juan.